# Пек Джонсон, Беверли
Беверли Пек Джонсон (англ. Beverley Peck Johnson; 12 июня 1904, Портленд — 20 января 2001, Нью-Йорк) — американский музыкальный педагог.
Джонсон родилась в Портленде. Была дочерью Хартвига Пек и Сесилии Пек. Она выросла в Уолла Уолла, штат Вашингтон.
Окончила Консерваторию Уайта в Портленде как драматическая актриса и педагог по сценической речи, затем училась как пианистка-аккомпаниатор у Андре Костеланеца и Мюриэл Керр в Нью-Йорке. Выступала как аккомпаниатор с певцом Хардести Джонсоном, затем вышла за него замуж. С 1964 г. работала аккомпаниатором и педагогом в Джульярдской школе, в 1982—1989 гг. преподавала также в Манхэттенской школе музыки. Среди учеников Джонсон — целый ряд первостепенных фигур мировой вокальной сцены, в том числе Рене Флеминг, Фейт Ишем, Лорна Хейвуд, Рената Тебальди, Анна Моффо и др.; Флеминг дружила с Джонсон до последних её дней и дежурила у её постели в больнице в последний год её жизни, посвятила ей главу в книге своих воспоминаний. Джонсон также занималась пением с драматическими актёрами, работала с президентом США Линдоном Джонсоном над восстановлением его голоса после хирургической операции.